# Johannes Døbers Kirke
Johannes Døbers Kirke ligger på Trekronergade i Valby i Københavns Kommune.

## Historie
I 1980'erne var det senere folketingsmedlem Jan E. Jørgensen kirkesanger ved kirken.

## Kirkebygningen
- Vestside
- Tårn
- Indgang
- Korvinduer
- Vinduer
- Østside
- Murstenenes farver viser byggeriets tre etaper.

## Interiør
Tekst mangler, hjælp os med at skrive teksten

## Gravminder
Tekst mangler, hjælp os med at skrive teksten

## Eksterne kilder og henvisninger
- Johannes Døbers Kirke hos KortTilKirken.dk